# Seymour (Contea di Outagamie, Wisconsin)
Seymour è un comune degli Stati Uniti d'America, situato nello Stato del Wisconsin, nella Contea di Outagamie.